# Tifariti
Tifariti (en arabe : تيفاريتي) est un village du Sahara occidental sous contrôle du Front Polisario et la capitale proclamée de la République arabe sahraouie démocratique,.
Pour le Maroc, c'est une commune rurale relevant administrativement de la province de Smara. Elle est située entre cette ancienne capitale spirituelle du Sahara et fief du Cheikh Ma El Aïnin (50 km) et la ville algérienne de Tindouf (90 km).
Tifariti était une ville de 7 000 habitants en 1975 ; ceux-ci l'ont abandonnée en 1976 à cause de la guerre. La ville a ensuite servi de place forte et de base militaire pour les deux adversaires à différents stades de la guerre de 1976-1991. Elle est aujourd'hui largement en ruines. Le front Polisario a fait part, à l'occasion des festivités marquant le trente-deuxième anniversaire de sa création, de son intention de construire à Tifariti le siège qui abritera le futur Parlement de la RASD.

## Histoire
Tifariti était initialement un campement situé près d'une oasis, il s'agissait d'une sorte de ville saisonnière pour les sahraouis, peuple bédouin arabophone contrôlant la région depuis l'époque médiévale.
Par la suite, il fut colonisé et utilisé par les autorités espagnoles en tant que base militaire du désert. Tifariti n'a jamais eu beaucoup de structures fixes, en raison du mode de vie nomade des sahraouis. Il est situé dans une zone désertique accidentée, avec peu de végétation.

### Pendant la guerre du Sahara occidental

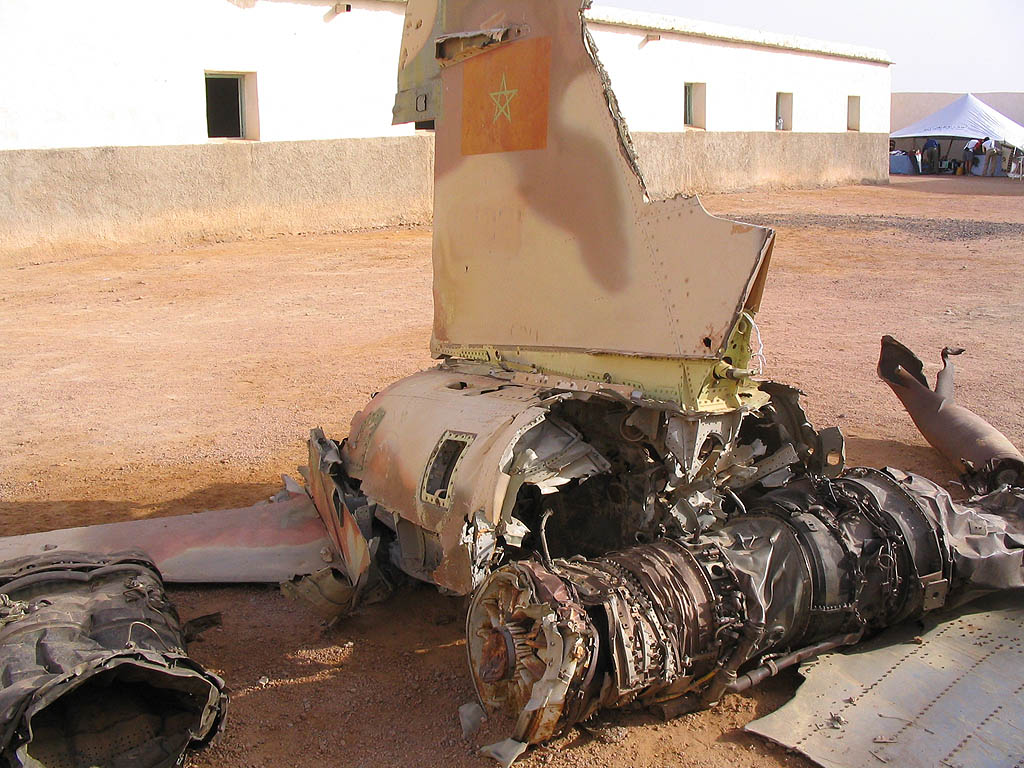
Un avion de guerre marocain Mirage F-1 abattu par le Polisario à Tifariti pendant la guerre du Sahara occidental

Tifariti a été le lieu de plusieurs batailles pendant la guerre du Sahara occidental (1975-1991) et a servi de base militaire et de forteresse pour les deux parties à différents moments de la guerre.
Elle a également servi de lieu d'arrêt pour les réfugiés sahraouis en route vers Tindouf en Algérie durant la phase d'invasion (1975-76). Certaines sources affirment qu'en janvier 1976, il y avait 15 000 réfugiés sahraouis autour de la ville.
Le village a été brièvement occupé par l'armée marocaine en février 1976,, mais deux mois plus tard, elle se retire et la ville est capturée par le Front Polisario en mars 1977.
Dans les années 1980, le mur des sables marocain a été construit au nord de Tifariti, et le terrain autour de la ville a été fortement miné. La zone la plus dangereuse se trouve à l'est du mur, en particulier dans les régions de Mehaires, Tifariti et Bir Lahlou où l'armée marocaine a mené des opérations offensives d’août  jusqu'à septembre 1991. Encore aujourd’hui, des bombes à sous-munitions sont actives dans ces villes.
En août 1991, quelques semaines avant la proclamation du cessez-le-feu, les forces aériennes marocaines ont bombardé à plusieurs reprises Tifariti, détruisant des bâtiments, des puits, et tuant des dizaines de civils,,,.

## Infrastructure

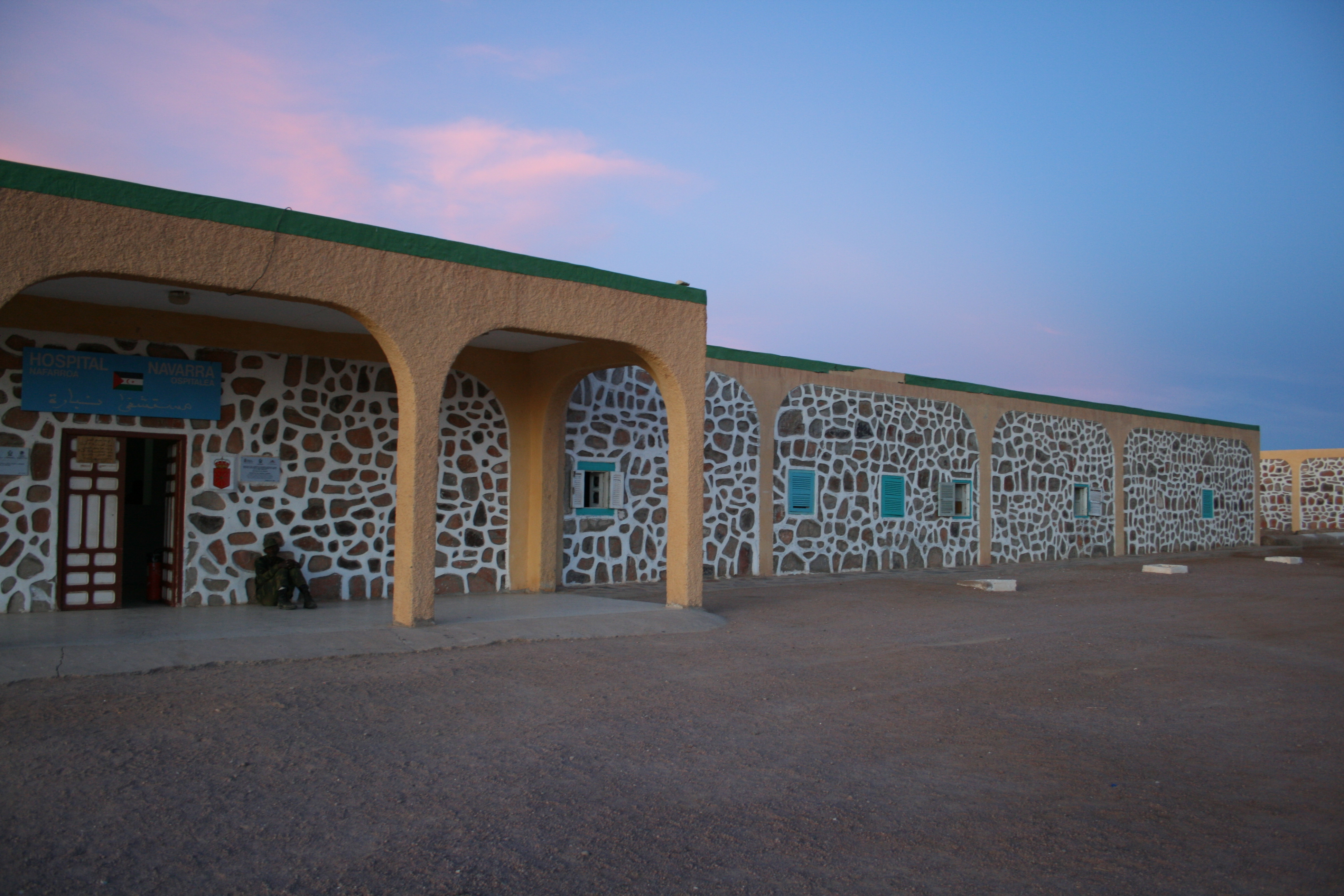
L'hôpital "Navarra" à Tifariti, Sahara occidental. (3 décembre 2009)

Des hôpitaux et des bâtiments administratifs ont été construits à Tifariti entre 1989 et 1991 par des agences d'aide étrangère en vue du retour des réfugiés sahraouis au Sahara occidental, pour la tenue d'un référendum d'auto-détermination soutenu par l'ONU. Ces infrastructures ont été détruites par l'Armée de l'air royale marocaine en août 1991, quelques jours avant la proclamation du cessez-le-feu,.
En avril 1999, l'hôpital Navarra a été inauguré. Il a été construit avec la collaboration des associations de solidarité et le conseil de la ville autonome de Navarre qui est jumelée avec Tifariti. En janvier 2001, les patients et le matériel de l'hôpital sont évacués à cause du risque de la reprise de la guerre. Finalement l'hôpital est rouvert en mai 2005,,.
Le 27 février 2007, à l'occasion du 31e anniversaire de la proclamation de la République arabe sahraouie démocratique, un quartier de 150 maisons appelé "quartier de la solidarité" a été inauguré par le président de la RASD, Mohamed Abdelaziz. Il a été construit avec l'aide des provinces andalouses de Séville et de Malaga,.
En 2013, l'Université de Tifariti a été fondée à l'initiative du ministère de l'éducation sahraoui avec la coopération et la coordination d'universités d'Algérie et d'Espagne, selon son premier recteur, Jatari Hamudi Abdullah.

## Politique

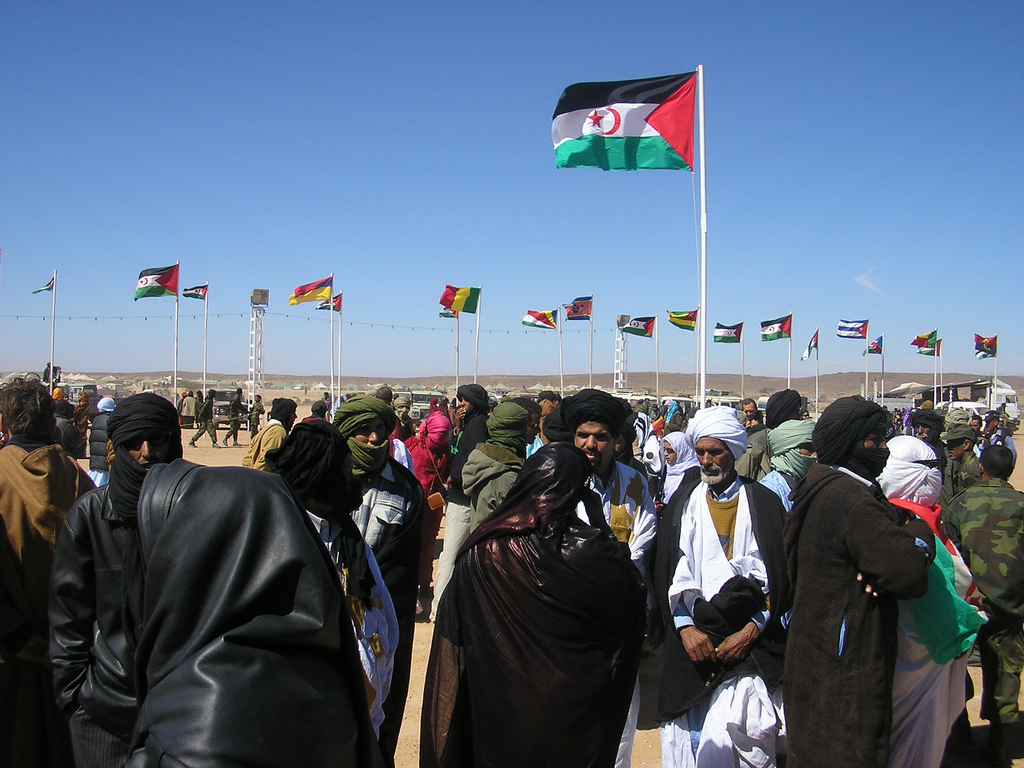
Commémoration du 30e anniversaire de la RASD au Sahara occidental

En octobre 2003, le Front Polisario y a tenu son 11ème Congrès populaire général réunissant près de 1,600 congressistes et présidé par le président de la RASD, Mohamed Abdelaziz. L'Algérie y dépêcha une imposante délégation comprenant des représentants de nombreux partis politiques algériens comme le FLN, le RND, le MSP ou encore le PRA. L'Algérie, au travers de cette délégation, cherchait à montrer que « tous les Algériens, toutes tendances confondues, sont solidaires avec le peuple sahraoui ».
En décembre 2007, avec la présence de près de 1,700 délégués et de plus de 250 invités internationaux, le 12ème Congrès populaire général du Front Polisario s'est à nouveau tenu à Tifariti. Ce congrès a notamment accueilli des personnalités politiques mauritaniennes,.
Entre 2010 et 2012, Larabas Said Jumani (un ancien ministre de la RASD) a été nommé en tant que premier maire de Tifariti.

## Culture
Depuis 2007, Tifariti est le décor de "ARTifariti", une rencontre internationale annuelle d'artistes de plusieurs pays investis pour le respect des droits humains individuels et collectifs. Les œuvres d'art sont réalisées dans la ville et sont exposées au musée de Tifariti ou en plein air. Le 27 février 2011, Tifariti a accueilli le 35e anniversaire de la proclamation de la république arabe sahraouie démocratique,.
Pour l'édition 2012, ARTifariti a déplacé ses activités dans les camps de réfugiés sahraouis de Tindouf, en Algérie.

### Site archéologique
Le site archéologique d'Erqueyez se trouve à environ 30 km au nord-est de Tifariti,,.